# Marrubium supinum
Marrubium supinum  ist eine Pflanzenart aus der Gattung Andorn (Marrubium) in der Familie der Lippenblütler (Lamiaceae).

## Beschreibung
Marrubium supinum ist eine ausdauernde, am Grund verholzte Pflanze, die Wuchshöhen von 14 bis 77 cm erreicht. Die Stängel sind im unteren Teil weiß wollig und im oberen Teil wollig-filzig behaart. Sie sind meist unverzweigt. Die Laubblätter sind nierenförmig oder nierenförmig-kreisförmig, am Grund herzförmig, der Rand ist tief gekerbt. Beide Seiten der Blattspreite sind dicht weiß wollig behaart. Die Blattstiele sind länger als die Blattspreiten.
Der Blütenstand besteht aus kugelförmigen, 16- bis 26-blütigen Scheinquirlen. Die Vorblätter sind auffällig, pfriemlich und federig zottig behaart. Die Kelchröhre ist 5 bis 7 mm lang und schwach zehnrippig. Sie ist filzig behaart. Die fünf Kelchzähne sind kürzer als die Krone und die Kelchröhre. Sie sind aufrecht und gerade oder später etwas abstehend und sind federig zottig behaart. Die Krone ist cremefarben bis purpurn gefärbt und auf der Außenseite behaart. Die Oberlippe ist auf nahezu der Hälfte in zwei spatelförmige Lappen geteilt. Die äußeren Lappen der Unterlippe sind viel kleiner als der mittlere Lappen.
Die Chromosomenzahl beträgt 2n = 34. Die Art blüht von April bis August.

## Vorkommen
Die Art wächst in den Bergen des mittleren und südlichen Spaniens sowie in Marokko, Algerien und Tunesien. Sie besiedelt basen- und nährstoffreiche Standorte in steinigem Gelände, an Wegrändern und in Brachen.

## Taxonomie
Marrubium supinum wurde 1753 von Carl von Linné in Species Plantarum Band 2 Seite 583 erstbeschrieben. 